# Sinfonía n.º 4 (Arnold)

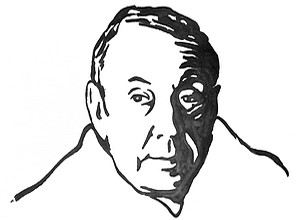
Malcolm Arnold.

La Sinfonía n.º 4 Op. 71 fue compuesta por Malcolm Arnold en 1960.

## Historia
La obra fue encargada por William Glock y la BBC. El estreno se celebró el 2 de noviembre de 1960 en el Royal Festival Hallcon la interpretación de la Orquesta Sinfónica de la BBC dirigida por el propio compositor.

## Instrumentación
La partitura está escrita para una gran orquesta formada por:
- Viento madera: 1 flautín, 2 flautas, 2 oboes, 2 clarinetes, 2 fagotes, 1 contrafagot.
- Viento metal: 4 trompas, 3 trompetas, 3 trombones, 1 tuba.
- Percusión: timbales, bombo, caja, tom-toms, tam-tam, bongos, maracas, marimba, celesta.
- Cuerda: 1 arpa y una sección de cuerdas con violines I y II, violas, violonchelos y contrabajos.

La orquestación es uno de los rasgos distintivos de la pieza debido a su abundante empleo de la percusión, a la que el compositor añade una exótica gama de instrumentos caribeños y africanos, como el tam-tam, los bongos o la marimba, en lo que constituye una sinfonía voluntaria y deliberadamente populista. 

## Estructura y análisis
La sinfonía consta de cuatro movimientos:
- I. Allegro – Poco più mosso – Tempo primo
- II. Vivace ma non troppo
- III. Andantino
- IV. Con fuoco – Alla marcia – Tempo primo – Maestoso – Allegro molto

La interpretación de esta obra dura aproximadamente 40 minutos. Esta composición marca el fin la etapa más "ligera" en la trayectoria sinfónica de Malcolm Arnold. Es insólita en varios aspectos: presenta temas pegadizos de orientación pop; la inclusión de instrumentos de percusión poco habituales en este género; y tiene un genuino sentido del humor, un elemento que a menudo falta en las grandes partituras orquestales de la segunda mitad del siglo XX. Además, es bastante accesible para el oyente. El desarrollo de su concepto básico de sinfonía que recuerda en ciertos movimientos a su música más popular (como sus oberturas) llega a un punto de mayor madurez y más personalidad. Para la variopinta orquestación, según reconoció más tarde, Arnold se inspiró en la diversidad racial del barrio londinense de Notting Hill y los disturbios raciales que en él se produjeron aquellos años con el fin de extender la idea de la integración social, si bien siempre su principal objetivo por encima de cualquier tipo de mensaje será el de hacer que su música "suene bien". En ese sentido, la integración de sonidos propios de otras regiones en una obra clásica seria occidental se revela como una nítida declaración de principios y refleja una profunda creencia en que la música puede ayudar también a extender actitudes de tolerancia y valores en la sociedad.  

### I.Allegro – Poco più mosso – Tempo primo
El primer movimiento, Allegro – Poco più mosso – Tempo primo, responde a la forma sonata. Se abre con el flautín, al que responde la percusión, en un primer retazo del empleo de la percusión adicional. Se escuchan escalas ascendentes y descendentes tocadas en movimiento contrario, que constituyen un elemento importante aquí y más adelante en la sinfonía. El tema principal es una creación pausada, sencilla, en cierto modo stravinskiana, de carácter neoclásico. Los violines dibujan una melodía de claro aire colonial, remarcada por la celesta. El segundo tema, alegre y de estilo pop, suena con un acompañamiento exótico y jazzístico. La parte central del movimiento presenta un desarrollo temático imaginativo y muy contrastado, con pasajes de metales rítmicos y punzantes y tambores persistentes y contundentes. Entonces comienza el papel principal de los instrumentos de percusión africanos y caribeños, que se muestran mediante un hábil empleo del ritmo. La alternancia entre los momentos evidentemente rítmicos y la melodía de la celesta constituye una simbólica contraposición de culturas y ambientes musicales muy distintos, dotando a la obra de un cierto aire exótico. A continuación hay una repetición, pero con cambios considerables, y se cierra de manera apacible.

### II.Vivace ma non troppo
El segundo movimiento, Vivace ma non troppo. Es en gran medida enigmático y discreto, con una orquestación ligera. Alterna distintos instrumentos en la interpretación casi solista de una melodía simple. Presenta una música humorística y a menudo amenazadora pero en tono juguetón. Recuerda el espíritu, aunque no el estilo, del Scherzo de la Sinfonía n.º 5 escrita por su compatriota Vaughan Williams en la época de la Segunda Guerra Mundial.

### III.Andantino
El tercer movimiento, Andantino. Es lento, sensual, sexy, vaporoso, la atmósfera es como una especie de trance, casi hipnótica. Destila un rico lirismo en sus dos temas, pero el exotismo aflora de nuevo en la escritura de la percusión. La tensión se acumula y la música alcanza un clímax poderoso antes de volver al estado de ánimo generalmente sereno que domina el movimiento.

### IV.Con fuoco – Alla marcia – Tempo primo – Maestoso – Allegro molto
El cuarto y último movimiento, Con fuoco – Alla marcia – Tempo primo – Maestoso – Allegro molto, adopta una forma rondó. El Finale se ha señalado como el más peculiar de todas sus sinfonías. Se inicia con el tema principal fugado, de carácter ajetreado y juguetón, de la mano de los violines junto con su desarrollo. Después se da paso a otro tema alternativo más lento y sosegado, con un cierto aire misterioso. La escala ascendente/descendente del movimiento inicial vuelve a aparecer aquí. Se desarrollan los temas y luego una marcha bulliciosa, un tanto del estilo de Charles Ives, parece brotar de la nada para interrumpir el proceso. Le sigue una intervención de la percusión en solitario realmente insólita en las obras clásicas serias: la marimbas, el tam-tam y los bongos imitan, en solitario, la melodía planteada al comienzo por los violines. La orquesta permanece en silencio, salvo las trompetas, que interpretan un acorde ascendente para separar las distintas partes de la interpretación solista de la percusión. Este papel protagonista de la percusión no estaría fuera de lugar en una de las improvisaciones solistas de un concierto de jazz. Tras este momento de impacto, la orquesta al completo asciende en volumen hasta caer en una alocada marcha militar. El tema fugado regresa para cerrar triunfalmente la sinfonía.

## Recepción de la obra
En el momento del estreno de la sinfonía a muchos les resultó extraordinariamente escandalosa, fruto de una supuesta falta de ideas. Al respecto Arnold dijo que "es la frustración del artista. Quería que sonara lo más loca posible". Esta cómica marcha militar da paso a un apoteósico final que retoma el tiempo de fuga inicial. 

## Discografía selecta
- 1974 – Malcolm Arnold, Orquesta Sinfónica de la BBC (Aries LP, grabación pirata de la 2.ª representación en 1960, los créditos del LP son falsos).
- 1990 – Malcolm Arnold, Orquesta Filarmónica de Londres (Lyrita SRCD.200; el primer CD de Lyrita).
- 1994 – Richard Hickox, Orquesta Sinfónica de Londres (Chandos CHAN 9290).
- 1996 – Vernon Handley, Royal Liverpool Philharmonic (Conifer 75605-51258-2; reeditado en Decca 4765337).
- 1998 – Andrew Penny, RTÉ National Symphony Orchestra (Naxos 8.553739; 13-14 de junio de 1996, en presencia del compositor).
- 2021 – Keith Lockhart, BBC Concert Orchestra (BBC Music Magazine V29N7; 14 de octubre de 2018).